# Sistemul complement
Sistemul complementului ajută sau completează capacitatea anticorpilor și a celulelor fagocitare de a elimina agenții patogeni din organism. Acesta este parte a sistemul imun înnăscut, care nu este adaptabil și care nu se schimbă pe parcursul vieții. Sistemul complement poate însă fi recrutat de către sistemul imunitar adaptativ.
Sistemul complement reprezintă un complex de proteine plasmatice mici, sintetizate de ficat, și care circulă ca precursori inactivi. La un stimul declanșator potrivit, începe clivarea precursorilor de către proteaze specifice, fiind inițiată o cascadă de amplificare a răspunsului (produsul unei reacții catalizează reacția următoare). Rezultatul final al acestei cascade de activare este amplificarea masivă a răspunsului initial și activarea complexului de atac membranar (MAC). Peste 25 de proteine si fragmente de proteine alcătuiesc sistemul complement, inclusiv proteine serice și receptori ai membranei celulare. Aceste proteine reprezintă aproximativ 5% din fracțiunea globulinică al serului.
Exista trei căi biochimice de activare a sistemului complement: calea clasică a complementului, calea alternă a complementului, și calea lectinei.

## Functii biologice
- Opsonizarea microbilor, proces care eficientizează fagocitoza antigenilor de către celule speciale;
- Chemotaxia - atragerea macrofagelor și neutrofilelor;
- Liza microbilor - este realizată lezarea membranei celulare de către MAC;
- Stimularea eliberării mediatorilor pre-formați (histamină, interleukine) și nou sintetizați (leucotriene, tromboxani) ai inflamației;
- Agregarea agentilor, pe suprafața cărora sunt prezente antigene.

## Calea alternă
Cale alternativă este activată continuu, în urmei hidrolizei spontane a proteinei C3 ca urmare a ruperii legăturii tioesterice (C3 este ușor instabilă în mediu apos). Calea alternativa poate fi activată și în absența anticorpilor, spre deosebire de alte căi.
C3b, proteină generată din hidroliza C3 de către complexul enzimatic C3-convertaza în faza lichidă, este rapid inactivat de factorii H și I. Însă atunci când gruparea tioester internă a C3 reacționează cu o grupare hidroxil sau amino a unei molecule de pe suprafața unei celule sau agent patogen, C3b, care este acum legat covalent la membrană este protejat de inactivare. C3b legat de suprafață se poate lega de factorul B pentru a forma C3bB. Factorul B este hidrolizat în prezența factorului D, rezultand moleculele Ba și Bb. Bb rămâne legat de molecula C3b pentru a forma C3bBb, care reprezintă de fapt C3-convertaza căii alterne. Complexul C3bBb este stabilizat de factorul P. C3-convertaza stabilizată, C3bBbP, apoi catalizează enzimatic hidroliza C3, ale căror fragmente C3b se atașează covalent la aceeași suprafață ca C3b inițial. Acest C3b amplifică foarte mult calea complementului.
Atunci când complementul este activat pe suprafața celulelor organismului, activarea complementului este limitată de proteine reglatoare endogene, care includ CD35, CD46, CD55 și CD59, în funcție de fenotipul celulei. Patogenii în general nu prezintă pe suprafață proteine reglatoare (există unele excepții care reflectă adaptarea agenților patogeni microbiene la sistemul imun). Astfel, calea alternă a complementului este capabil să distingă self de la non-self pe baza expresiei proteine reglatoare de suprafață. Celulele gazdă nu acumulează pe suprafața C3b (inclusiv fragmentul proteolitic al C3b, numit iC3b), deoarece acest lucru este împiedicat de proteinele reglatoare, in timp ce celulele străine, agenți patogeni și suprafețele anormale pot fi puternic atacate cu C3b și iC3b. În consecință, calea alternă este un element de imunitate înnăscută.
Odată ce C3-convertaza alternă este formată pe suprafața unei celule, aceasta se poate lega covalent de un alt C3b, pentru a forma C3bBbC3bP, care reprezintă C5-convertaza. Această enzimă descompune apoi C5 în C5a, o anafilatoxină puternic, și C5b. C5b recrutează și asamblează C6, C7, C8 și mai multe molecule de C9 pentru a forma complexul de atac membranar. Acesta creează o gaură sau por în membrană, ceea ce determină fluxuri ionice haotice, care duc la omorârea patogenului.

## Calea clasică
Calea clasică este declanșată de activarea complexului C1. Complexul C1 este alcătuit dintr-o moleculă de C1q, 2 molecule de C1r și 2 molecule de C1s, sau C1qr2s2. Calea clasică se activează atunci când C1q se leagă de IgM sau IgG legate la rândul lor de antigene. Un singur IgM poate iniția calea clasică, în timp ce este nevoie de mai multe IgG pentru a face același lucru. Acest lucru se întâmplă, deoarece IgM este pentamer, iar IgG - monomer. Clasea se mai poate activa atunci când C1q se leagă direct de suprafața patogenului. Aceste legături pot duce la modificări conformaționale în molecula C1q, ceea ce duce la activarea a două molecule C1r. C1r este o serin-protează. Ei apoi clivează C1s (o altă serin-protează). Componenta C1r2s2 acum clivează C4 cu formarea C4a si C4b, și apoi C2 cu formarea C2a și C2b. C4b și C2a se unesc pentru a forma C3-convertaza căii clasice (complexul C4b2a), care clivează C3 în C3a și C3b; C3b mai târziu se unește cu C4b2a (convertaza C3), pentru a face convertaza-C5 (complexul C4b2a3b). Inhibarea C1r C1s și este controlată de C1-inh.
C3-convertaza poate fi inhibată de factor de accelerare al degradării (DAF), care este lipit de membranele plasmatice ale hematiilor printr-o ancoră GPI.
Hemoglobinuria paroxistică nocturnă este cauzată de liza mediată de complement a hematiilor din cauza incapacității de a sintetiza GPI. Astfel, hematiile nu sunt protejate de proteinele ancorate la GPI, cum ar fi DAF.

## Calea lectinei
Calea lectinelor este similară căii clasice, dar este activată de MBL, și nu de C1q. Lectinele sunt proteine capabile de a se lega la resturi glucidice. Calea lectinelor nu necesită mereu prezența anticorpilor. Această cale este activată prin legarea MBL la reziduurile de manoză de pe suprafata patogenului, care activează serin-proteazele asociate cu MBL, MASP-1 și MASP-2 (similare cu C1r și respectiv C1s), care pot cliva apoi C4 în C4a și C4b, și C2 în C2a și C2b. C4b și C2a se unesc apoi pentru a forma convertaza-C3, ca și în calea clasică. Ficolinele sunt similare MBL și funcționează prin intermediul MASP într-un mod asemănător. La nevertebrate, fără un sistem imun adaptativ, ficolinele sunt extinse, iar specificul lor de legare este diversificat pentru a compensa lipsa moleculelor specifice de recunoaștere al agenților patogeni.

## Reglare
Sistemul complement are potențialul de a fi extrem de dăunător pentru țesuturile organismului-gazdă, ceea ce înseamnă ca activarea complementului trebuie să fie strict reglată. Sistemul complementar este reglat de proteine de control, care sunt prezente într-o concentrație mai mare în plasma sanguină decât proteinele care aparțin sistemului complement. Unele proteine reglatoare sunt prezente pe membranele celulelor-self, împiedicând sistemul complement să le atace. Un exemplu este CD59, cunoscut și sub numele de protectin, care inhibă polimerizarea C9 în timpul formării complexului de atac membranar (MAC). Calea clasică este inhibată de C1-inh, care se leagă la C1 pentru a preveni activarea acestuia.
Factorul I controlează convertaza-C3, împreună cu MCP (sau CD46). Factorul I clivează C3b și C4b, împiedicându-le să formeze convertazele C3 și C5. MCP este prezent pe suprafața celulelor, împiedicând activarea sistemului complement pe suprafața celulelor.

## Defecte
Sistemul complement ar putea juca un rol important în multe boli auto-imune, cum ar fi sindromul Barraquer-Simons, astm, lupus eritematos, glomerulonefrita, diferite forme de artrita, maladii cardiace autoimune, scleroza multipl, boli inflamatorii intestinale și rejectul organelor transplantate.
Sistemul complement ar putea fi implicat în boli ale sistemului nervos central, cum ar fi boala Alzheimer, și alte maladii neurodegenerative, cum ar fi leziuni ale măduvei spinării.
Deficiențe ale căii terminale predispune atât la boli autoimune, cât și la infecții (în special neisserii, MAC jucând un rol fundamental în combaterea bacteriilor Gram-negative).
Mutații ale genelor factorului H și MCP au fost asociate cu sindromul uremic hemolitic atipic. În plus, un SNP al factorului H (Y402H) a fost asociat cu degenerarea maculară legată de vârstă.
Mutații ale genei C1-Inh pot provoca angioedem ereditar, o maladie autoimună.
Mutațiile ale componentelor MAC, mai ales ale proteinei C8, pot cauza infecții recurente cu Neisseria.